# Alpské lyžování na Zimních olympijských hrách 1960
Alpské lyžování na Zimních olympijských hrách 1960 proběhlo v areálu Squaw Valley Ski Resort ve Squaw Valley.

## Medailové pořadí zemí
| Pořadí | Země                           | Zlato | Stříbro | Bronz | Celkově |
| ------ | ------------------------------ | ----- | ------- | ----- | ------- |
| 1.     | Švýcarsko (SUI)                | 2     | 0       | 0     | 2       |
| 2.     | Rakousko (AUT)                 | 1     | 2       | 2     | 5       |
| 3.     | Tým sjednoceného Německa (EUA) | 1     | 1       | 1     | 3       |
| 4.     | Francie (FRA)                  | 1     | 0       | 2     | 3       |
| 5.     | Kanada (CAN)                   | 1     | 0       | 0     | 1       |
| 6.     | Spojené státy americké (USA)   | 0     | 3       | 0     | 3       |
| 7.     | Itálie (ITA)                   | 0     | 0       | 1     | 1       |
|        | Celkem                         | 6     | 6       | 6     | 18      |

## Medailisté

### Muži
| Disciplína  | Zlato                             | Výkon  | Stříbro                                           | Výkon  | Bronz                             | Výkon  |
| ----------- | --------------------------------- | ------ | ------------------------------------------------- | ------ | --------------------------------- | ------ |
| sjezd       | Jean Vuarnet · Francie (FRA)      | 2:06,0 | Hans-Peter Lanig · Tým sjednoceného Německa (EUA) | 2:06,5 | Guy Périllat · Francie (FRA)      | 2:06,9 |
| slalom      | Ernst Hinterseer · Rakousko (AUT) | 2:08,9 | Matthias Leitner · Rakousko (AUT)                 | 2:10,3 | Charles Bozonové · Francie (FRA)  | 2:10,4 |
| obří slalom | Roger Staub · Švýcarsko (SUI)     | 1:48,3 | Pepi Stiegler · Rakousko (AUT)                    | 1:48,7 | Ernst Hinterseer · Rakousko (AUT) | 1:49,1 |

### Ženy
| Disciplína  | Zlato                                           | Výkon  | Stříbro                                       | Výkon  | Bronz                                                   | Výkon  |
| ----------- | ----------------------------------------------- | ------ | --------------------------------------------- | ------ | ------------------------------------------------------- | ------ |
| sjezd       | Heidi Bieblová · Tým sjednoceného Německa (EUA) | 1:37,6 | Penny Pitouová · Spojené státy americké (USA) | 1:38,6 | Traudl Hecherová · Rakousko (AUT)                       | 1:38,9 |
| slalom      | Anne Heggtveitová · Kanada (CAN)                | 1:49,6 | Betsy Sniteová · Spojené státy americké (USA) | 1:52,9 | Barbara Hennebergerová · Tým sjednoceného Německa (EUA) | 1:56,6 |
| obří slalom | Yvonne Rüeggová · Švýcarsko (SUI)               | 1:39,9 | Penny Pitouová · Spojené státy americké (USA) | 1:40,0 | Giuliana Minuzzoová · Itálie (ITA)                      | 1:40,2 |